# وری‌سیلا بوادرمو
وری‌سیلا بوادرمو (انگلیسی: Virisila Buadromo؛ زادهٔ ۱ ژانویهٔ ۱۹۷۲) یک فعال سیاسی و روزنامه‌نگار سابق اهل فیجی است. وی مدیر اجرایی جنبش حقوق زنان فیجی از سال ۲۰۰۱ تا ۲۰۱۵ بود.
وی همچنین برندهٔ جوایزی همچون جایزه بین‌المللی زنان شجاع شده‌است.